# Ophiodictys pectorale
Ophiodictys pectorale är en ormstjärneart som först beskrevs av George Richard Lyman 1880.  Ophiodictys pectorale ingår i släktet Ophiodictys och familjen knotterormstjärnor. Inga underarter finns listade i Catalogue of Life.